# Campeonato Nacional de Albania 1951
El Campeonato Nacional de Albania de 1951 (en albanés, Kampionati Kombëtar Shqiptar 1951) fue la 14a. edición del Campeonato Nacional de Albania.

## Resumen
Fue disputado por 14 equipos y Dinamo Tirana ganó el campeonato.

## Clasificación
| Pos. | Equipo             | PJ | PG | PE | PP | GF  | GC  | Dif. | Pts. |
| ---- | ------------------ | -- | -- | -- | -- | --- | --- | ---- | ---- |
| 1    | Dinamo Tirana      | 26 | 24 | 2  | 0  | 108 | 7   | +101 | 50   |
| 2    | Partizani          | 26 | 24 | 0  | 2  | 136 | 10  | +126 | 48   |
| 3    | Puna Tiranë        | 26 | 16 | 3  | 7  | 61  | 45  | +16  | 35   |
| 4    | Puna Shkodër       | 26 | 13 | 8  | 5  | 59  | 23  | +36  | 34   |
| 5    | Puna Korçë         | 26 | 12 | 7  | 7  | 39  | 26  | +13  | 31   |
| 6    | Puna Kavajë        | 26 | 14 | 1  | 11 | 54  | 38  | +16  | 29   |
| 7    | Puna Durrës        | 26 | 10 | 6  | 10 | 41  | 55  | -14  | 26   |
| 8    | Puna Elbasan       | 26 | 10 | 4  | 12 | 30  | 31  | -1   | 24   |
| 9    | Puna Berat         | 26 | 9  | 4  | 13 | 34  | 60  | -26  | 22   |
| 10   | Spartaku Shkodër   | 26 | 7  | 7  | 12 | 29  | 64  | -35  | 21   |
| 11   | Puna Vlorë         | 26 | 6  | 3  | 17 | 20  | 59  | -39  | 15   |
| 12   | Puna Gjirokastër   | 26 | 5  | 3  | 18 | 29  | 73  | -44  | 13   |
| 13   | Puna Fier          | 26 | 4  | 3  | 19 | 18  | 73  | -55  | 11   |
| 14   | Puna Qyteti Stalin | 26 | 2  | 1  | 23 | 10  | 104 | -94  | 5    |

Nota: De 1951 a 1957 los clubes de las ciudades se denominaron "Puna".